# Gruta Pedra Pintada
La gruta Pedra Pintada, Gruta do Pilão o Caverna da Pedra Pintada és un jaciment arqueològic situat a la serra de Paituna, municipi de Monte Alegre, estat de Pará, Brasil. En aquesta gruta, al 1984 el Grup Espelelògic Paranaense descobrí pintures rupestres, que foren estudiades al 1986 per l'arqueòleg Mario Consens.

## Excavacions
Entre 1991 i 1992 l'arqueòloga Anna Roosevelt dirigí l'excavació del lloc, en què diferencià 20 estrats, que foren datats mitjançant 56 proves de radiocarboni i 13 de termoluminescència.

### Paleoamerindi
En els estrats 17 i 16 es registraren els rastres d'ocupació humana més antics, entre aquests 24 instruments de pedra, fabricats amb quars i calcedònia, com ara 4 puntes triangulars bifacials tallades. També s'hi trobaren 30 mil estelles de treballs en pedra, pigments i pintures, així com residus de noguera del Brasil (Bertholletia excelsa), muiricí i altres vegetals consumits. Una llavor d'Astrocaryum vulgare trobada en l'estrat 17 es datà en 11310 ae. S'assumeix una ocupació continuada del lloc de llavors ençà, fins a la datació més recent de l'estrat 16, de 10000 ae.
La datació d'eines i estelles per luminescència òpticament estimulada (OSL) es determinà entre 16190 i 9530 ae. Sembla que el lloc estigué abandonat durant dos mil·lennis fins fa 7.580 anys.
Per a Anna Roosevelt i altres experts, l'ocupació d'aquest lloc a la fi del plistocé, en condicions d'adaptació a un territori forestal, és una prova més del poblament primerenc d'Amèrica, anterior a la cultura Clovis.

### Holocé
Després d'una època sense rastres d'ocupació humana entre els estrats 15 a 23, els estrats superiors, del 12 a l'1, ofereixen rastres abundants de població durant l'holocé. S'hi han identificat cultures indígenes per ordre d'antiguitat:
- Paiyuna entre 7580 i 4710 ae, que correspon al període arcaic.
- Aroxí entre 3603 i 3230 ae, amb ceràmica pintada i rastres d'horticultura incipient, correspon a l'inici del període formatiu. Inclou un crani humà.
- Restes relacionades amb la cultura Corico, que inclouen espigues de dacsa; daten de fa 1.100 anys.
- Pariçó entre 675 i 430 ae.[2]

Prop de Pedra Furada, al municipi de Santarem, l'equip dirigit per Anna Roosevelt havia trobat un femer de petxines en un lloc datat per termoluminescència entre 7 mil i 8 mil anys ae, és a dir, del mateix període inicial de la cultura Paiyuna. Allí els investigadors descobriren la ceràmica més antiga trobada fins a aquest moment a Amèrica.